# Damet
Damet (en grec antic Δαμάιθος), va ser segons la mitologia grega un rei de Cària, país on va fer cap el metge Podaliri quan naufragà mentre tornava de la guerra de Troia.
Podaliri va ser recollit per un cabrer i conduït davant de rei, que tenia una filla greument malalta. El metge la va salvar, i Damet, molt agraït li va concedir la mà d'aquesta filla que es deia Sirne, i una península del seu territori on Podaliri va fundar la ciutat de Sirnos en honor de la seva dona.